# Bulbophyllum carrianum
Bulbophyllum carrianum är en orkidéart som beskrevs av Jaap J. Vermeulen. Bulbophyllum carrianum ingår i släktet Bulbophyllum och familjen orkidéer. Inga underarter finns listade i Catalogue of Life.